# Saint-Roman-de-Malegarde
Saint-Roman-de-Malegarde – miejscowość i gmina we Francji, w regionie Prowansja-Alpy-Lazurowe Wybrzeże, w departamencie Vaucluse.
Według danych na rok 1990 gminę zamieszkiwały 253 osoby, a gęstość zaludnienia wynosiła 31 osób/km² (wśród 963 gmin regionu Prowansja-Alpy-W. Lazurowe Saint-Roman-de-Malegarde plasuje się na 587. miejscu pod względem liczby ludności, natomiast pod względem powierzchni na miejscu 743.).